# 郭百年
郭百年，是一位臺灣清領時期設籍於彰化縣的墾戶。

## 郭百年事件
1814年（嘉慶十九年），郭百年與水沙連隘丁首黃林旺、嘉義人許大用，以及臺灣府門丁黃里仁等，因覬覦埔里地區土地豐腴，而尚無漢人開墾，於是假借已故生番通事土目名義向臺灣府申請開墾。此後，郭百年開始率領眾人在水沙連一帶到處強佔土地開墾，並於埔社屠殺當地原住民。1817年（嘉慶二十二年）六月時終東窗事發，郭百年等相關人等被總兵傳喚到郡城訊問，並且將他逮捕，戴上枷鎖施以杖刑。